# Kameshima Shu
Shu Kameshima (sinh ngày 21 tháng 4 năm 1993) là một cầu thủ bóng đá người Nhật Bản.

## Sự nghiệp câu lạc bộ
Shu Kameshima đã từng chơi cho Gainare Tottori.